# بوتوند كاردوس
بوتوند كاردوس (بالمجرية: Kardos Botond)‏ هو لاعب جمباز فني مجري، ولد في 16 سبتمبر 1997 في بودابست في المجر.